# Uddsjön (Muskö socken, Södermanland)
Uddsjön är en sjö i Haninge kommun i Södermanland och ingår i Tyresån-Trosaåns kustområde. Sjön har en area på 0,0654 kvadratkilometer och ligger 12,5 meter över havet.

## Delavrinningsområde
Uddsjön ingår i det delavrinningsområde (654342-677000) som SMHI kallar för Rinner till Horsfjärden. Medelhöjden är 26 meter över havet och ytan är 5,94 kvadratkilometer. Det finns inga avrinningsområden uppströms utan avrinningsområdet är högsta punkten. Avrinningsområdets utflöde mynnar i havet, utan att ha någon enskild mynningsplats.